# Antónios Kriezís
Antónios Kriezís (em grego: Αντώνιος Κριεζής; Trezena, 1796 — Atenas, 1865) foi um político da Grécia. Ocupou o cargo de primeiro-ministro da Grécia de 24 de Dezembro de 1849 até 28 de Maio de 1854.